# Азербайджано-норвежские отношения
Азербайджано-норвежские отношения — двусторонние дипломатические отношения между Королевством Норвегия и Азербайджанской Республикой.

## Дипломатические отношения
Королевство Норвегия признало независимость Азербайджана 2 января 1992 года. Дипломатические отношения между странами были установлены 5 июня 1992 года.
Посольство Норвегии в Азербайджане было открыто в 1998 году. В 2018 году посольство закрылось. На февраль 2022 года дипломатические и консульские мероприятия проводятся посольством Норвегии в Анкаре.
Посольство Азербайджана в Швеции одновременно аккредитовано в Норвегии.
7 марта 1997 года в Милли Меджлисе Азербайджана создана рабочая группа по межпарламентским связям Азербайджана и Норвегии. Руководителем группы является Ильтизам Юсифов
Между Азербайджаном и Норвегией подписано 12 международных договоров.

## Экономика
В Азербайджане действуют 33 норвежские компании в секторах промышленности, услуг, строительства.

### Нефтегазовая сфера
Компания Equinor (ранее называлась Statoil) являлась акционером Азери — Чираг — Гюнешли.
Кроме того, осуществляла разведку нефтяных месторождений на территории Азербайджана. В 2018 году компанией было доразведано нефтегазовое месторождение «Карабах».
На декабрь 2023 года Equinor владела 7,27% акций в Азери — Чираг — Гюнешли, 8,71% акций в нефтепроводе Баку — Тбилиси — Джейхан и 50% в месторождении «Карабах».
22 декабря 2023 года Equinor продала свои активы в Азербайджане ГНКАР. Сумма сделки не называлась. Но Equinor заявила, что получила убыток от продажи в размере 400 млн долл., так как проданные активы являются дороже цены продажи. Продажа доли была связана с оптимизацией деятельности компании.

### Товарооборот (тыс. долл)
| Год  | Экспорт Азербайджана | Импорт Азербайджана | Сумма товарооборота |
| ---- | -------------------- | ------------------- | ------------------- |
| 2020 | 804,07               | 61 515,54           | 62 319,61           |
| 2021 | 858,47               | 89 015,52           | 89 873,99           |
| 2022 | 65 553,40            | 57 967,15           | 123 520,55          |
| 2023 | 1 722,45             | 30 330,40           | 32 052,85           |